# Lubiméts (obchtina)
Pour l’article homonyme, voir Lubiméts.
La commune de Lubiméts (en bulgare Община Любимец - Obchtina Lubiméts) est située dans le sud de la Bulgarie.

## Géographie
La commune de Lubiméts est située dans le sud de la Bulgarie, le long de la frontière avec la Grèce et à 270 km au sud-est de la capitale Sofia.
Son chef-lieu est la ville de Lubiméts et elle fait partie de la région administrative de Khaskovo.
| 1975   | 1985   | 1992   | 2001   | 2005   | 2010   |
| ------ | ------ | ------ | ------ | ------ | ------ |
| 14 237 | 13 466 | 12 604 | 11 536 | 11 137 | 10 273 |

,

## Administration

### Structure administrative
La commune compte 1 ville et 9 villages :
| - ville de Lubiméts - village de Bélitsa - village de Dabovéts - village de Guéorgui Dobrévo - village de Lozén | - village de Malko Gradichté - village de Oryakhovo - village de Valtché polé - village de Vaskovo - village de Yérousalimovo |